# USS Charger (CVE-30)
USS Charger (CVE-30) – amerykański lotniskowiec eskortowy typu Avenger. Został przebudowany ze statku handlowego "Rio de la Plata". Był jednostką szkolną, na której szkolono personel latający oraz marynarzy brytyjskiej Royal Navy.

## Historia
Stępkę pod statek pasażersko towarowy "Rio de la Plata" położono 19 stycznia 1940 roku w stoczni Sun Shipbuilding and Drydock Co w Chester (Pensylwania) w ramach kontraktu United States Maritime Commission "Hull Sun-61". Statek zwodowano 1 marca rok później a 20 maja 1941 roku został przejęty przez US Navy w celu przebudowy jednostki na lotniskowiec eskortowy (BAVG-4) w stoczni Newport News Shipbuilding and Drydock Co. Po 77 dniach od rozpoczęcia, przebudowa była ukończona i 2 października 1941 roku został przekazany Royal Navy pod dowództwo komandora George'a Abel-Smitha a po dwóch dniach...okręt powrócił pod banderę US Navy, zdecydowano bowiem, że na lotniskowcu będą się szkoliły brytyjskie załogi pozostałych lotniskowców eskortowych. Po wcieleniu do amerykańskiej marynarki, 24 stycznia 1942 roku zmieniono oznaczenie okrętu na AVG-30. W marcu tego samego roku, okręt pod dowództwem komandora T. L. Sprague zameldował się do służby we Flocie Atlantyckiej. Okręt operował na wodach Florydy, Bermudów i Kuby. Na jego pokładzie szkolił się personel latający Fleet Air Arm i marynarze lotniskowców. 20 sierpnia 1942 roku zmieniono oznaczenie jednostki na ACV-30 a 15 lipca 1943 r. na CVE-30. Wycofany ze służby 15 marca 1946, skreślony z listy floty 28 marca. 30 stycznia 1947 roku jednostka została sprzedana użytkownikowi cywilnemu, który przebudował okręt na statek pasażerski "Fairsea". Statek zakończył swój żywot w stoczni złomowej La Spezia we Włoszech w 1969 roku.